# 요흐 고개
요흐 고개(독일어: Joch Pass)는 베른고원과 스위스 중부 사이, 티틀리스 기슭에 위치한 우리 알프스의 산길이다. 이 고개는 해발 2,207m의 그라우슈톡과 요흐슈톡 봉우리 사이와 베른주와 니트발덴주 사이의 경계를 가로지른다.
이 고개는 옵발덴주의 엥겔베르크 마을과 해발 1,000m의 마을과 베른주의 해발 595m 마이링엔 마을을 연결하며, 현재 등산객과 산악자전거를 타는 사람이 사용하는 노새 트랙을 통과한다. 트랙은 스위스를 가로질러 자르간스와 몽트뢰 사이의 장거리 하이킹 코스인 알파인 패스 루트의 일부를 형성한다.